# Verwaltungsgemeinschaft Ziemetshausen
Die Verwaltungsgemeinschaft Ziemetshausen liegt im schwäbischen Landkreis Günzburg und wird von folgenden Gemeinden gebildet:
1. Aichen, 1176 Einwohner, 17,62 km²
2. Ziemetshausen, Markt, 3184 Einwohner, 42,95 km²

Sitz der Verwaltungsgemeinschaft ist Ziemetshausen.